# Todor Veselinović
Todor Veselinović (en serbio: Тодор "Тоза" Веселиновић), pronunciado [tôdor ʋeselǐːnoʋitɕ], también conocido con el apodo de Toza (Novi Sad, Serbia; 22 de octubre de 1930 — Atenas, Grecia; 17 de mayo de 2017) fue un entrenador y futbolista yugoslavo/serbio.

## Legado deportivo
Su hermano Soco Veselinović también fue entrenador y dirigió en la segunda división de Colombia al Club Deportivo El Cóndor.

## Jugador
Como jugador fue un destacado delantero que obtuvo en cuatro oportunidades el título de goleador de la Primera división de Yugoslavia en el club FK Vojvodina y uno de los mayores goleadores en la historia de la Selección de fútbol de Yugoslavia.
Sus inicios como jugador fueron en el Sloga Novi Sad en 1947 y debutó como profesional en el FK Vojvodina en 1951, club en donde permaneció hasta 1961, con un paréntesis de un año en el FK Partizan Belgrado en la temporada 1952-53. Durante su paso por el Vojvodina fue goleador de primera división en las temporadas 1955-56, 1956-57, 1957-58 y 1960-61.
En esta época fue convocado a la Selección de fútbol de Yugoslavia y anotó 28 goles en 37 partidos internacionales, participando en el Mundial de 1958 y en las eliminatorias al Mundial de 1954 y 1962. También logró con la selección la medalla de plata en los Juegos Olímpicos de Melbourne 1956.
Posteriormente comenzó su trayectoria fuera de su país, pasando una temporada en el Sampdoria, dos temporadas en el First Vienna FC, una temporada en el Royale Union Saint-Gilloise y dos temporadas en el FC Kärnten. Terminó su carrera como jugador en el club FK Proleter Zrenjanin de Zrenjanin en 1968.

## Técnico
Su inicio como técnico fue en el club Independiente Santa Fe de Colombia, equipo que dirigió desde 1969 hasta inicios del torneo finalización de 1971. Con el club colombiano obtuvo el título Internacional de la extinta Copa Simón Bolívar en 1970, luego dejó el cargo a su compatriota Vladimir Popovic quien obtuvo el quinto título en la historia del club ese mismo año. Después de esta experiencia, la Federación Colombiana de Fútbol lo llama a dirigir la Selección Colombia en encuentros internacionales preparativos y las eliminatorias al Mundial de 1974.
Al no obtener la clasificación con Colombia al Mundial de 1974, primero dirigió al Club Deportivo El Nacional de Ecuador y luego regresó a su país para dirigir al equipo FK Vojvodina, permaneciendo tres años y entre 1977 y 1980 dirigió el club Olympiacos Fútbol Club de Grecia. En 1982 fue convocado a dirigir la Selección de Yugoslavia, en donde permaneció hasta la Eurocopa 1984. A su salida de la selección, se dirigió a Turquía en donde dirigió al Fenerbahçe Spor Kulübü en tres épocas diferentes (1984-1985, 1988-1990 y 1996-1997) y obtuvo dos títulos en la liga nacional en las temporadas 1984-85 y 1988-89. Desde entonces ha dirigido diversos clubes griegos y turcos como Diagoras F.C. (1986), AEK Atenas F.C. (1987), Gaziantepspor (1991), Bakırköyspor (1992), Karşıyaka (1993), Ethnikos Piraeus F.C. (1998), entre otros.

## Clubes

### Como jugador
| Club                    | País                | Año                 | Partidos | Goles |
| ----------------------- | ------------------- | ------------------- | -------- | ----- |
| Vojvodina               | Yugoslavia          | 1948-1952           | 26       | 7     |
| Partizán de Belgrado    | Yugoslavia          | 1952-1953           | 22       | 15    |
| Vojvodina               | Yugoslavia          | 1953-1961           | 170      | 123   |
| Sampdoria               | Italia              | 1961-1962           | 15       | 4     |
| First Vienna            | Austria             | 1962-1964           | 40       | 15    |
| Union Saint-Gilloise    | Bélgica             | 1964-1965           | 10       | 1     |
| FC Kärnten              | Austria             | 1965-1967           | 49       | 5     |
| Proleter Zrenjanin      | Yugoslavia          | 1967-1968           | 9        | 0     |
| Selección               |                     |                     |          |       |
| Selección de Yugoslavia | Yugoslavia          | 1953-1961           | 37       | 28    |
| Total en su carrera     | Total en su carrera | Total en su carrera | 378      | 198   |

### Como entrenador
| Club                    | País       | Año       |
| ----------------------- | ---------- | --------- |
| FC Kärnten              | Austria    | 1968-1969 |
| Santa Fe                | Colombia   | 1969-1971 |
| Selección de Colombia   | Colombia   | 1972-1973 |
| El Nacional             | Ecuador    | 1974      |
| Vojvodina               | Yugoslavia | 1974-1977 |
| Olympiacos              | Grecia     | 1977-1980 |
| Levante UD              | España     | 1981      |
| Millonarios             | Colombia   | 1982      |
| Selección de Yugoslavia | Yugoslavia | 1982-1984 |
| Fenerbahçe              | Turquía    | 1984-1985 |
| Apollon Smyrnis         | Grecia     | 1985-1986 |
| Catanzaro               | Italia     | 1986      |
| Diagoras Rodou          | Grecia     | 1986-1987 |
| AEK Atenas              | Grecia     | 1987-1988 |
| Fenerbahçe              | Turquía    | 1988-1990 |
| Gaziantepspor           | Turquía    | 1990-1991 |
| Bakırköyspor            | Turquía    | 1991      |
| Karşıyaka               | Turquía    | 1992-1993 |
| Santa Fe                | Colombia   | 1995-1996 |
| Fenerbahçe              | Turquía    | 1997      |
| Ethnikos Piraeus        | Grecia     | 1997-1998 |